# Principato di Catalogna
Il Principato di Catalogna (in catalano: Principat de Catalunya; in latino: Principatus Cathaloniæ) fu uno Stato medievale e dell'Età moderna posto in unione dinastica con il Regno di Aragona, insieme ad altri regni che formarono la Corona d'Aragona. Questa denominazione è attualmente il titolo storico e tradizionale della Catalogna.

## Storia

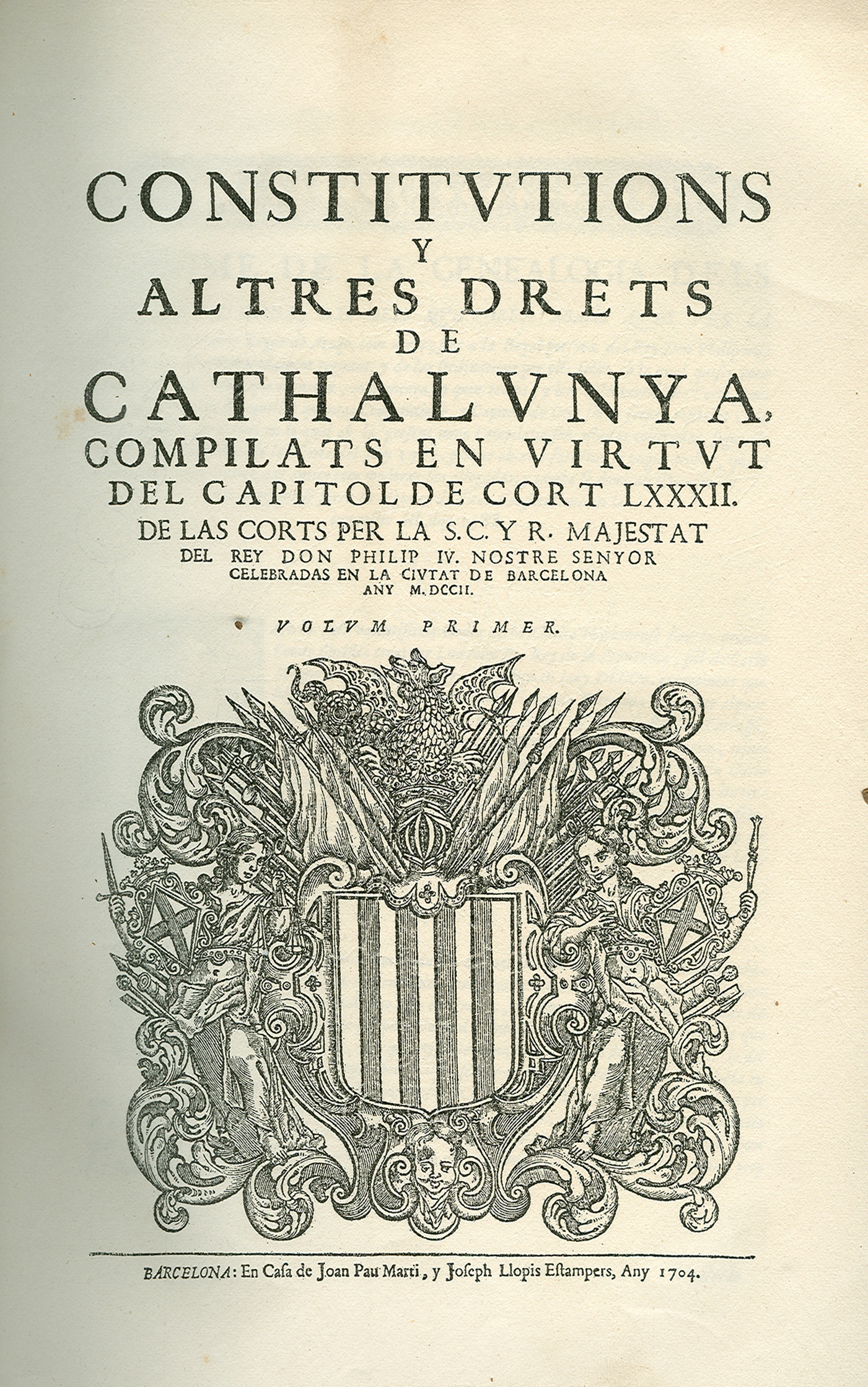
Frontespizio degli Constituzioni catalane (1702).

Il matrimonio di Raimondo Berengario IV di Barcellona con Petronilla di Aragona diede vita all'unione dinastica della contea di Barcellona con il regno di Aragona. La nuova entità venne denominata ufficialmente "Corona d'Aragona", mentre la contea di Barcellona venne integrata nel nuovo Stato formato dalle antiche contee catalane, la cui denominazione sarà di "principato" dopo il XIV secolo. La Catalogna e l'Aragona mantennero comunque i loro rispettivi governi separati.
Raimondo Berengario IV conquistò inoltre Tortosa e Lleida, cosicché la Catalogna assunse i confini odierni. Durante il regno di suo figlio Alfonso I, nel 1173, la Catalogna fu definita e delimitata per la prima volta come entità giuridica e politica, mentre gli Usatges di Barcellona furono compilati nel processo per trasformarli nella legge della Catalogna ("Consuetudinem Cathalonie"), essendo considerati uno dei documenti che definivano l'identità politica catalana.
Nei secoli successivi, il principato di Catalogna divenne uno dei più importanti stati europei e attraverso delle campagne militari, completò la Reconquista, dei territori meridionali ancora in mano agli arabi: Valencia e le Baleari entrarono quindi a far parte del regno catalano-aragonese. Tuttavia, vi fu una battuta d'arresto nei territori settentrionali: le contee occitane sotto il dominio catalano vennero annesse dal nascente Regno di Francia.
Durante questo periodo, la Catalogna sviluppò numerose istituzioni politiche che  limitarono il potere reale: la Cort General di Catalogna, uno dei primi organi parlamentari europei, che bandi ufficialmente il potere reale di creare legislazione unilateralmente (dal 1283), la Generalitat e il Consiglio dei Cento di Barcellona. La legislazione più importante, obbligatoriamente approvata nella Cort General, era rappresentata dalle Costituzioni catalane.
Nel XIII e XIV secolo, anche il Regno di Sicilia, il Regno di Sardegna, il Regno di Napoli, il ducato di Atene e Neopatria vennero progressivamente conquistati e inclusi nella corona d'Aragona, che raggiunse la sua massima estensione geografica. Questa espansione territoriale fu accompagnata da un grande sviluppo commerciale catalano, centrato a Barcellona, creando un'estesa rete commerciale attraverso il Mediterraneo che competeva con le repubbliche marinare di Genova e Venezia. In questo contesto vennero create istituzioni che offrivano protezione legale ai mercanti, come il Consolato del Mare e il Libro del Consolato del Mare, una delle prime raccolte di leggi marittime.
Il secondo quarto del XIV secolo vide cambiamenti cruciali per la Catalogna, segnati da una successione di catastrofi naturali, crisi demografiche, stagnazione e declino dell'economia catalana e aumento delle tensioni sociali. Tra il 1347 e il 1497, si stima che il Principato di Catalogna perse il 37% della sua popolazione. Nel 1410, il re Martin I morì senza discendenti sopravvissuti. In virtù del Compromesso di Caspe (1412), Ferdinando dalla Casa Castigliana di Trastámara ricevette la Corona d'Aragona come Ferdinando I d'Aragona. Durante il regno di Giovanni II, le tensioni sociali e politiche causarono la guerra civile catalana (1462-1472).

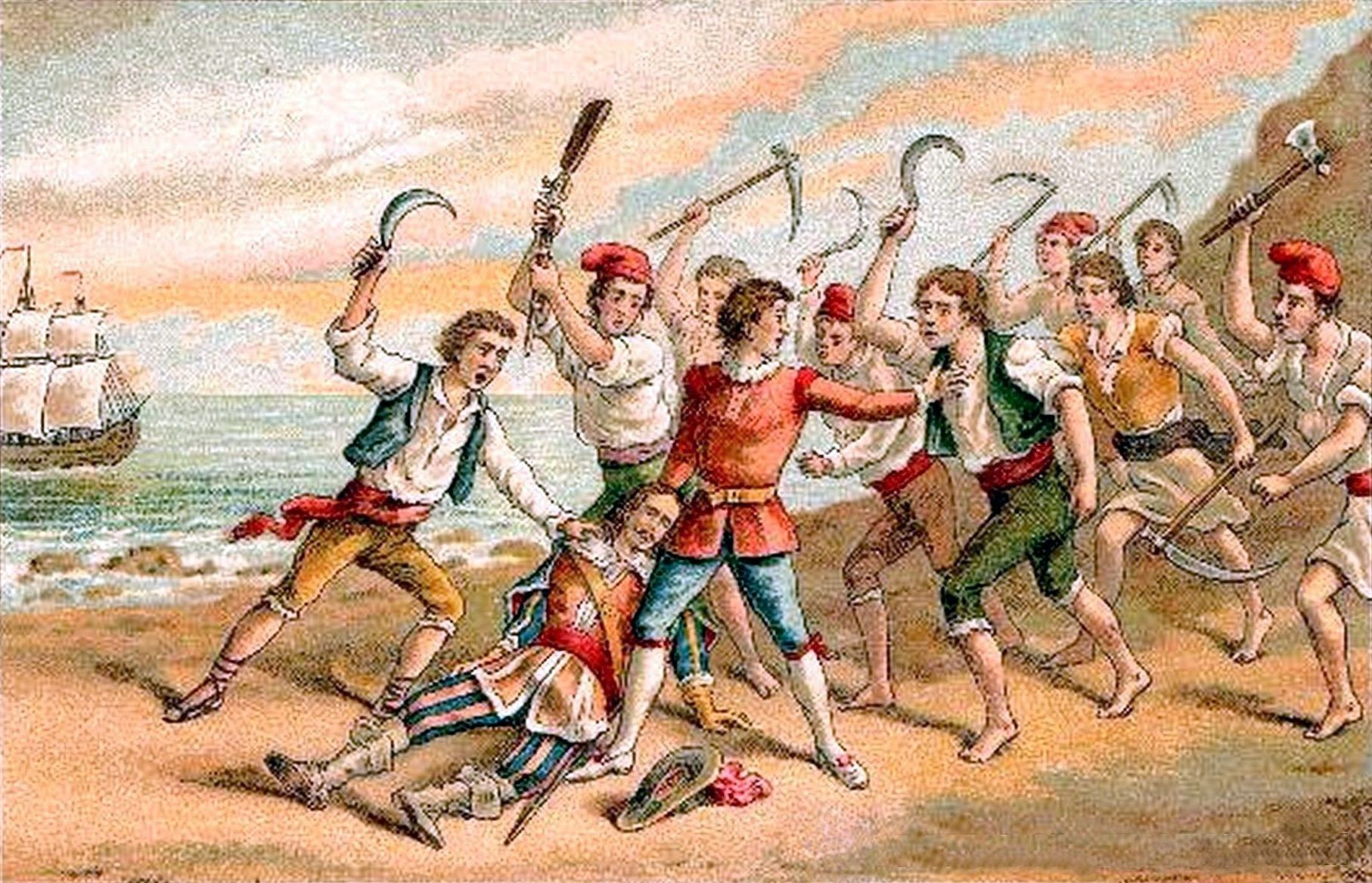
Corpus di sangue (1640)

L'unione fra la Castiglia e l'Aragona si sarebbe realizzata circa mezzo secolo più tardi, a seguito del matrimonio fra Isabella, principessa ereditaria di Castiglia, e Fernando II, principe ereditario di Aragona, nel 1469. Durante il regno di Isabella e Fernando si portò a termine nel 1492 la conquista di Granada da parte della Corona di Castiglia. In quello stesso anno, vennero scacciati gli ebrei dalla Spagna, e venne scoperta l'America, in nome della corona, da Cristoforo Colombo.
Tra il Cinquecento e il Seicento gli Asburgo furono la dinastia regnante in Spagna grazie all’'imperatore Carlo V (Carlo I di Spagna) che ereditò sia l’impero asburgico sia l’impero spagnolo.
Le tensioni tra le istituzioni catalane e la monarchia, insieme alla crisi economica e alle rivolte dei contadini, causarono conflitti, come la guerra dei mietitori (1640-1652). Quando la guerra tra Spagna e Francia terminò nel 1659, il trattato di pace (Pace dei Pirenei) cedette alla Francia i territori di lingua catalana a nord dei Pirenei, Rossiglione, Conflent, Vallespir, Capcir e la metà settentrionale della Cerdagna. Tuttavia, fino all'avvento della dinastia dei Borboni, con la Guerra di Successione Spagnola, la Catalogna mantenne una certa indipendenza e le sue leggi. Durante la stessa guerra, la Catalogna appoggiò le pretese del membro del ramo austriaco degli Asburgo. Con la sconfitta delle truppe catalane, il nuovo re Filippo V decretò la fine delle principali tradizioni e istituzioni politiche catalane, e decretò la fine delle strutture territoriali proprie, tra cui la corona di Aragona e quindi il Principato di Catalogna. Con l'imposizione della lingua spagnola anche la lingua catalana perse di importanza.

## Uso storico del termine

Cataloniae principatus novissima et accurata descriptio. Mappa pubblicata nel 1608 ad Amberes da J.B. Vrients.

Si tratta di un termine giuridico che apparve soltanto nel XIV secolo per indicare l'entità politica soggetta alla giurisdizione delle Corti Catalane, il cui sovrano (in latino princeps) era il conte di Barcellona, che dal 1162 ebbe anche il titolo di re d'Aragona. Nonostante non possedesse formalmente il titolo di regno, il Principato era uno Stato giuridicamente e istituzionalmente alla pari con il resto degli Stati che componevano la Corona d'Aragona (i regni di Aragona, Maiorca e Valencia, tra gli altri), il cui unico legame comune era la figura del monarca. Non si trattava di una contea, in quanto la contea di Barcellona non copriva tutta la Catalogna (storiograficamente viene usato il termine Contee catalane per descrivere il periodo storico della Catalogna prima della formazione del Principato come stato medievale tra il XII e il XIII secolo.). Gli Usatges abbinavano il titolo di Princeps con quello di conte di Barcellona.
Spesso si usava il titolo nobiliare di principe da parte dell'erede alla corona. Nel caso della Corona d'Aragona, l'erede aveva il titolo di duca di Gerona, poi cambiato in principe di Girona. Non bisogna quindi confondere il Principato di Catalogna con un titolo nobiliare, ma di sovranità.
Il primo riferimento esplicito al termine "Principat de Cathalunya" si trova nella disputa tra Pietro IV d'Aragona e III di Catalogna e il Regno di Maiorca sulla signoria delle contee di Rossiglione e Cerdanya nel 1343.
Tuttavia, esistono precedenti nell'uso del termine princeps per riferirsi al conte di Barcellona. Così, nel Usatge 65 delle Corti di Barcellona 1064, ai tempi del conte Ramon Berenguer I veniva chiamato Principatus il gruppo formato dalle contee di Barcellona, Gerona e Osona. Lo stesso Ramon Berenguer I viene citato come principe di Barcellona, conte di Girona e marchese di Osona (princeps Barchinonensis, comes Gerundensis, marchio Ausonensis) negli Atti del consiglio di consacrazione della Cattedrale di Barcellona, nel 1058.

### Uso del termine in epoca moderna

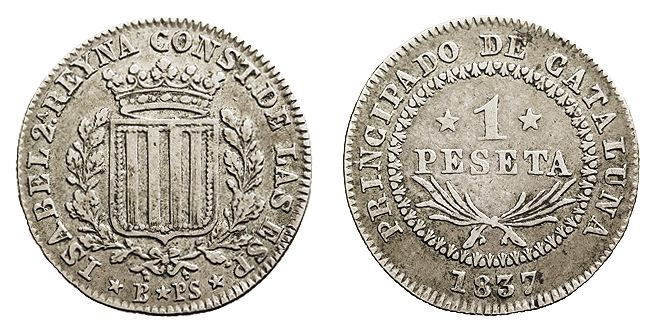
Moneta di Barcellona del 1837, durante il regno di Isabella II, con la legenda "Principado de Cataluña" nel verso.

Il nome Principato continuò ad essere usato nei Decreti di Nueva Planta dell'amministrazione della Casa di Borbone e fu pienamente in vigore fino al XIX secolo. Tuttavia, nel regio decreto del 30 novembre 1833 sulla divisione provinciale della Spagna, impostato da Javier de Burgos, l'unico principato menzionato fu quello delle Asturie.
I movimenti repubblicani preferirono abbandonare il termine principato, ma in cambio i movimenti pancatalanisti preferirono mantenerlo per riferirsi alla Catalogna astratta, differenziandola dai Paesi catalani.
Oggi, anche se il termine Principato non è presente nello statuto della Catalogna, è un nome tradizionale.

## Delimitazione del Principato
I primi confini tra i due territori della Corona d'Aragona si riscontrano nel 1214: nel tentativo di dichiarare una tregua generale in Catalogna si ritiene che il confine fosse segnato dal fiume Cinca, anche se vi furono diverse modifiche nel corso del secolo.
Un termine utilizzato, tanto nella disposizione di Giacomo I del 1244 che nelle Corts di Barcellona del 1283, era Cathalonia universa per riferirsi all'intero territorio. Il termine venne istituzionalizzato nei governi locali di Ibiza, Maiorca e Perpignano.
Nel 1325 venne incorporata la contea di Empúries.
Nel 1411 si unì la Val d'Aran al Principato.
Nel 1413 venne incorporata la contea di Urgell e nel 1491 quella di Pallars Sobirà.